# Xã Mount Rose, Quận Bottineau, Bắc Dakota
Xã Mount Rose (tiếng Anh: Mount Rose Township) là một xã thuộc quận Bottineau, tiểu bang Bắc Dakota, Hoa Kỳ. Năm 2010, dân số của xã này là 59 người.